# Crossroads (Roman)
Crossroads ist ein Roman des amerikanischen Schriftstellers Jonathan Franzen, der im Jahr 2021 beim Verlag Farrar, Straus and Giroux erschien. Im selben Jahr veröffentlichte der Rowohlt Verlag die deutsche Übersetzung von Bettina Abarbanell. Der Roman ist der Auftakt einer geplanten Trilogie unter dem Titel Ein Schlüssel zu allen Mythologien (im englischen Original: A Key to All Mythologies), die sich über drei Generationen einer Familie aus dem Mittleren Westen der USA spannen soll.
Der Roman ist Anfang der 1970er Jahre im fiktiven New Prospect, einem Vorort von Chicago, angesiedelt. Im Mittelpunkt stehen die Mitglieder der Familie Hildebrandt: der evangelische Pastor Russ Hildebrandt, seine Frau Marion und ihre vier Kinder Clem, Becky, Perry und Judson. Der Roman ist abwechselnd aus der Perspektive der Familienmitglieder erzählt. Der Titel Crossroads ist auch der Name einer religiösen Jugendgruppe der Gemeinde, die Russ Hildebrandt gegründet hat und die einige seiner Kinder besuchen.

## Inhalt

### Advent
Im Winter 1971 hadert Russ Hildebrandt, zweiter Pastor an der First Reformed Church in New Prospect, mit seiner Stellung und dem Verlust der Leitung der Jugendgruppe Crossroads, die er einst gegründet und bei den Jugendlichen der Umgebung populär gemacht hat, die aber nun sein Rivale, der junge und charismatische Rick Ambrose, übernommen hat. Auch die Beziehung zu seiner Frau Marion ist erkaltet, und so flirtet er ganz ungeniert mit der jungen Witwe Frances Cottrell, der er unter dem Vorwand der Gemeindearbeit näherzukommen versucht.
Marion Hildebrandt leidet unter dem Verlust der Aufmerksamkeit ihres Mannes und will mit einer Diät ihre Attraktivität erhöhen. Heimlich arbeitet sie bei der Therapeutin Sophie Serafimides traumatische Ereignisse ihrer Vergangenheit auf, darunter den Selbstmord ihres Vaters, eine Affäre mit dem verheirateten Autoverkäufer Bradley Grant, einen massiven sexuellen Missbrauch durch einen Mann, den sie nur noch „Satan“ nennen kann, und einen Nervenzusammenbruch samt Aufenthalt in einer psychiatrischen Klinik. Schließlich begreift sie, dass sie zu ihrer verheimlichten Vergangenheit stehen muss und offenbart sie ihrem Lieblingssohn Perry. Mit neuem Selbstbewusstsein widersetzt sie sich ihrem Ehemann und beginnt wieder zu rauchen.
Der älteste Sohn Clem studiert an der Universität von Illinois und lebt mit seiner Kommilitonin Sharon zusammen, die ihn besitzergreifend liebt. Doch von einem Tag auf den anderen schmeißt er alles hin, verlässt Sharon und bricht sein Studium ab, um nicht länger vom Militärdienst zurückgestellt zu werden. Er verspürt die moralische Pflicht, statt unterprivilegierter Altersgenossen – wie Sharons Bruder – am Vietnamkrieg teilzunehmen.
Seine Schwester Becky steht seit ihrer Kindheit ihrem älteren Bruder Clem so nahe, wie sie ihren jüngeren Bruder Perry abweist. Allseits beliebt in Schule und Familie, hat sie eine erste Auseinandersetzung mit ihren Eltern, als sie das Geld, das ihre Tante Shirley ihr vermacht hat, nicht mit ihren Geschwistern teilen möchte. Sie schließt sich der Jugendgruppe Crossroads an, um ihrem Schwarm Tanner Evans, einem jugendlichen Rockstar, nahe zu sein, und erfährt unerwartet selbst eine religiöse Erweckung.
Der frühreife Perry ist zweifellos das intelligenteste der vier Kinder, doch auch das gefährdetste. Er zeigt Anzeichen psychischer Störungen, von denen seine Mutter Marion befürchtet, dass sie auf ihr Erbe zurückgehen. Zudem ist er regelmäßiger Drogenkonsument und Dealer, der seine Mitschüler mit Marihuana versorgt. Doch vor dem Weihnachtsfest beschließt er, sich zu wandeln, seinen Drogenvorrat zu verkaufen, um dem jungen Bruder Judson, mit dem er stundenlang Stratego spielt, ein teures Geschenk zu machen, Crossroads beizutreten und sich sogar mit seiner verhassten Schwester zu versöhnen.

### Ostern
Im Frühjahr 1972 unternimmt Crossroads die alljährliche Fahrt nach Arizona, wo Russ seit seinem Zivildienst Kontakte zu den Navajos hat, bei denen die Gruppe soziale Arbeiten verrichtet. Auch Perry nimmt an der Fahrt teil, doch Russ hat nur Augen für Frances Cottrell, die als Begleitperson fungiert. Nach einer Auseinandersetzung mit einem jungen Navajo, der gegen die Anwesenheit der Gruppe im Reservat protestiert, schlafen beide miteinander.
Marion nutzt zeitgleich eine Reise mit ihrem Sohn Judson nach Kalifornien zu einer Wiederbegegnung mit Bradley Grant, von dem sie immer noch heimlich schwärmt. Doch als sie ihn gealtert und längst nicht mehr so attraktiv wie in ihrer Erinnerung wiedersieht, überwindet sie ihre Schwärmerei und will sich fortan ihrer Ehe mit Russ zuwenden. Ein Zwischenfall mit Perry führt beide in Arizona zusammen: Dieser hat unter dem Einfluss von Kokain eine Scheune niedergebrannt und wird in ein Krankenhaus eingeliefert. Trotz des Schocks und der zu erwartenden psychischen wie finanziellen Folgen, die eine Pflege Perrys ihnen aufbürden wird, kommen sich die beiden Eheleute nahe und schlafen das erste Mal seit langem wieder miteinander.
Zwei Jahre später kehrt Clem, der nicht nach Vietnam eingezogen wurde, aber harte körperliche Arbeit auf einer Farm in Peru verrichtet hat, zurück nach New Prospect, wo seine Eltern sich für ihren Sohn Perry aufopfern, der immer wieder psychiatrisch behandelt werden muss und dabei auch Elektroschocks erhält. Becky hat ihr Erbe zugeschossen, sich aber von ihren Eltern entfremdet, von denen sie sich zurückgesetzt fühlt. Sie hat mit Tanner Evans, dessen Musikkarriere gescheitert ist, ihre eigene Familie gegründet und zeigt eine tiefe Religiosität, die Clem fremd ist. Er wird vor die Wahl gestellt, das Osterfest mit seinen Eltern oder Becky zu verbringen.

## Hintergrund
Crossroads ist Jonathan Franzens sechster Roman. In einem Interview mit der New York Times aus dem Jahr 2018 hatte er angekündigt, es könne sein letzter Roman sein, denn er glaube nicht, dass ein Autor mehr als sechs große Romane in sich habe. Nachdem sich Crossroads allerdings als erster Teil einer geplanten Trilogie herausgestellt hatte, kommentierte Franzen: „Aber ich bin zu jung für den Ruhestand, und nichts macht mich glücklicher, als gut mit einem Roman voranzukommen. Indem ich den sechsten Roman zu einer Drei-Bände-Affäre mache, kann ich, zumindest technisch, an der ursprünglichen Zahl festhalten und trotzdem weiterschreiben.“
Als Franzen im Jahr 2018 ein erstes Exposé zum Roman vorlegte, sollte dieser aus drei Teilen bestehen, die in unterschiedlichen Zeiten spielten: in den 1970er Jahren, den 2000er Jahren und der Gegenwart. Beim Schreiben wuchs sich das Projekt allerdings aus. Nach mehr als 100 Seiten hatte er noch nicht einmal alle fünf Hauptfiguren eingeführt: „Die ganze Handlung sollte an einem einzigen Ort und an einem einzigen Abend, dem 23. Dezember 1971, stattfinden, und ich war noch nicht über circa halb drei am Nachmittag hinaus.“ So entschloss sich Franzen, das Projekt zu erweitern und jeden der drei Teile als eigenständigen Roman anzulegen. Die Arbeiten an Crossroads schloss Franzen im Jahr 2020 während der ersten vier Monate der COVID-19-Pandemie ab.
Der Titel A Key to All Mythologies nimmt Bezug auf George Eliots Roman Middlemarch, in dem eine Figur, Reverend Edward Casaubon, alle Glaubenssysteme auf das Christentum zurückzuführen versucht. In Eliots Roman bleibt Casaubons Manuskript unvollendet. Franzen kommentierte, wenn jeder seine eigene Mythologie habe, sei es nur eine Frage, ihnen zuzuhören, wer sie sind, und im Handumdrehen komme eine Trilogie von Romanen zusammen. „Natürlich ist da der Umstand, dass Casaubon in Middlemarch stirbt, bevor er sein Projekt beenden kann. Und beim Vorhaben, drei Romane in meinen 60ern zu schreiben, dachte ich mir, nun, das ist ein lustiger kleiner Scherz.“
Im Gegensatz zu Franzens früheren Romanen ist Crossroads nicht in der Gegenwart angesiedelt. Franzen erklärte, dass er „die Krücke zeitgenössischer Relevanz“ weggeworfen habe. Die Auseinandersetzung mit gegenwärtigen Themen sei ihm immer leicht gefallen. Viel schwieriger sei es, „Figuren zu erschaffen und sie in eine fesselnde und sinnstiftende Erzählung zu fügen“. Dennoch habe er sich schon immer als „in erster Linie ein Romancier der Figur und der Psychologie, kein Gesellschaftsromancier“ gesehen. Dabei sei Crossroads der erste Roman, „in dem ich der Versuchung widerstanden habe, mich über meine Romanfiguren lustig zu machen. Dieses Buch ist behutsamer als alle meine anderen Romane.“
Trotz des historischen Settings ist Crossroads laut Franzen kein historischer Roman, sondern eine Geschichte innerhalb seiner eigenen Erinnerung. Er habe festgestellt, dass er in seinen Werken die prägendste Zeit seines eigenen Lebens, die ersten sechs Jahre der 1970er, noch gar nicht beschrieben habe. So geht auch die Jugendgruppe Crossroads auf eine Jugendgruppe namens Fellowship zurück, die Franzen in seiner Jugend in Webster Groves besucht hatte und die er später in seinem autobiografischen Essay The Joy Breaks Through (deutsch: Dann bricht Freude durch) in The Discomfort Zone (2006, deutsch: Die Unruhezone) beschrieb. Deren charismatischer Anführer Bob Mutton ist unschwer als Vorbild der Romanfigur Rick Ambrose zu erkennen. Franzen erläuterte: „Ich habe daran teilgenommen, weil ich so in die Nähe von Mädchen kam und weil wir coole Ausflüge gemacht haben.“ Und: „Ich bin umarmt worden und ich habe andere umarmt in dieser Jugendgruppe“. Die Fotografie auf dem Romanumschlag ist ein Privatfoto von dieser Jugendgruppe.
Während Franzens Erfolgsroman Die Korrekturen stilistisch noch betont „flashy“ im Stil der postmodernen Literatur der 1990er Jahre geschrieben war, beschreibt Philipp Oehmke Crossroads als „die sprachlich heruntergehungerte Version, eine Art Unplugged mit 62 Jahren, ein Alterswerk, das Ornament abgebaut hat, nichts soll der Klarheit der Figuren im Wege stehen.“ Franzen selbst nannte dies „eine möglichst transparente Art zu schreiben“, bei der die Leser nicht abgelenkt werden und anfangen auf den Stil zu achten. „Jeder Satz soll makellos sein und einen Gedanken in sich tragen, aber ich möchte nicht, dass er die Aufmerksamkeit auf sich zieht.“ An anderer Stelle verglich er den Autor mit Gott, der eine Welt erschaffe und sie mit Figuren belebe, aber sich anschließend aus seiner Schöpfung zurückziehe: „Wie Gott in der Wirklichkeit habe auch ich versucht, mich selbst unsichtbar zu machen und die Welt nur noch darzustellen, wie sie ist, und nicht mehr als Autor da zu sein und im Weg zu stehen.“

## Rezeption
Die deutsche Übersetzung von Crossroads stieg nach ihrer Veröffentlichung im Oktober 2021 auf Platz 1 der Bestsellerliste Hardcover Belletristik des Magazins Der Spiegel ein. In Kritiker-Bestenlisten belegte der Roman im November 2021 Platz 1 in der ORF-Bestenliste und Platz 9 in der SWR-Bestenliste.

## Ausgaben
- Jonathan Franzen: Crossroads. Farrar, Straus and Giroux, New York 2021, ISBN 	978-0-374-18117-8.
- Jonathan Franzen: Crossroads. Aus dem Englischen von Bettina Abarbanell. Rowohlt, Hamburg 2021, ISBN 978-3-498-02008-8.
- Jonathan Franzen: Crossroads. Lesung von Sascha Rotermund. Der Hörverlag, München 2021, ISBN 978-3-8445-4262-2.